# Ойпен
Ойпен (нім. і нід. Eupen, МФА: Німецька: [ˈɔʏpn̩] ( прослухати), Нідерландською: [ˈøːpə(n)] ( прослухати); фр. Eupen фр.: [øpɛn] ( прослухати); рип.: Ööpe [ˈøːpə]; валлон. Neyåw [nɛjɑːw]; колиш. фр. Néau [neo]) — місто та комуна в Бельгії, у провінції Льєж, неподалік від кордону з Німеччиною. Столиця німецькомовного співтовариства. Населення — приблизно 18 000 осіб (1.01.2007). 1977 року до складу Ойпена увійшов Кеттеніс, який був до цього самостійною комуною.
Місто складається з двох частин, Верхнього міста та Нижнього міста. Нижнє місто розташоване на річці Ведр. У Верхньому місті розташований залізничний вокзал.

## Освіта
В Ойпені знаходиться Автономна вища школа німецькомовного співтовариства (нім. Autonome Hochschule in der deutschsprachigen Gemeinschaft), яка готує педагогів та медичних сестер та братів. Випускники отримують ступінь бакалавра. Ця вища школа є єдиним вищим навчальним закладом Бельгії з викладанням німецькою мовою.

## Пам'ятки
- Ратуша в класичному стилі
- Будинок патриціїв (1752)
- П'ять церков:
  - Монастирська церква (1771) в стилі бароко
  - Церква Св. Миколая (1727) в стилі бароко
  - Капела Св. Ламбертуса (1690)
  - Лютеранська церква (1850) в стилі неоготики
  - церква Св. Йосипа (1871)
- Замок Ліберме (Libermé) в Кеттенісі

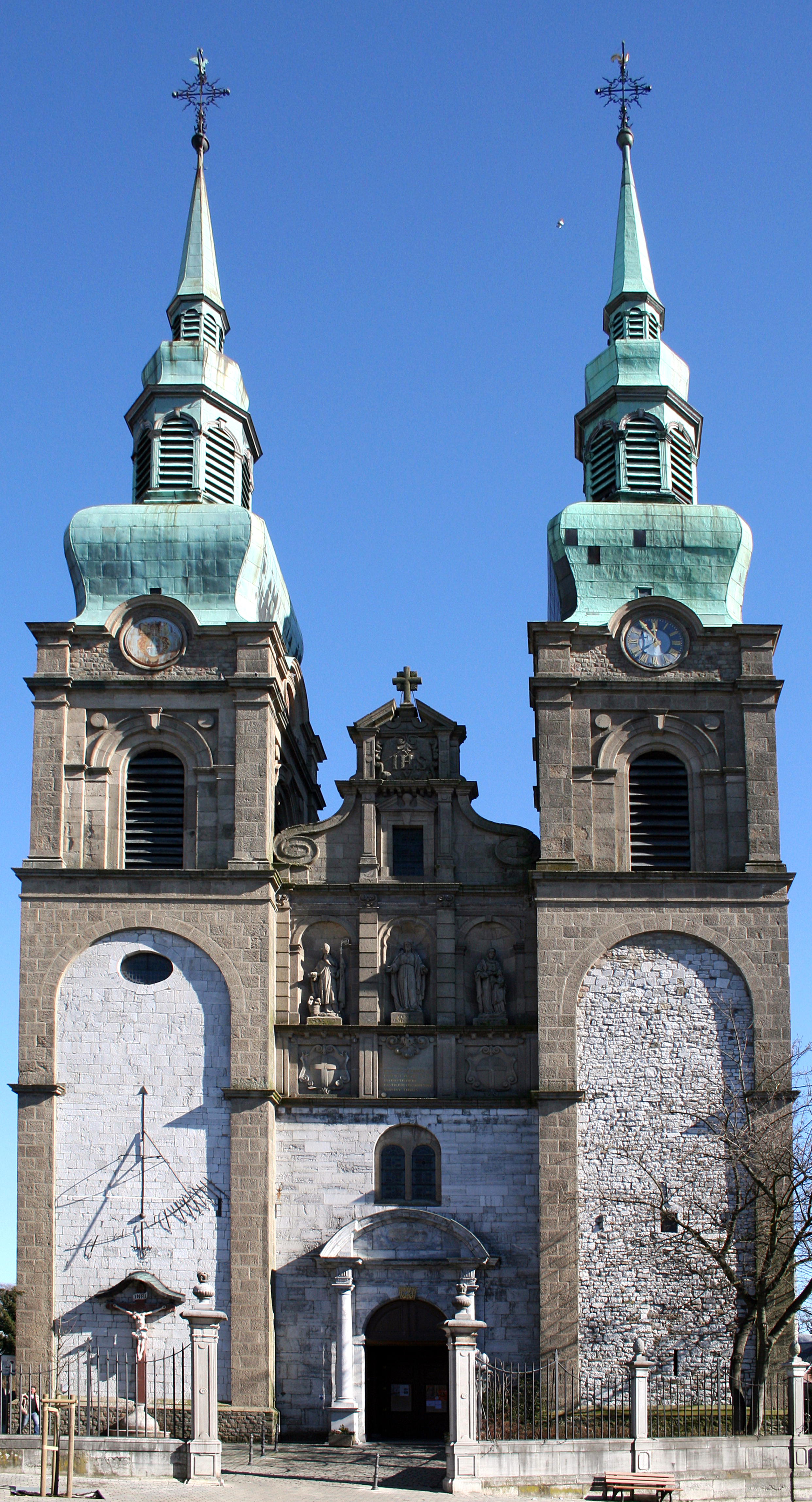
Церква Св. Миколая
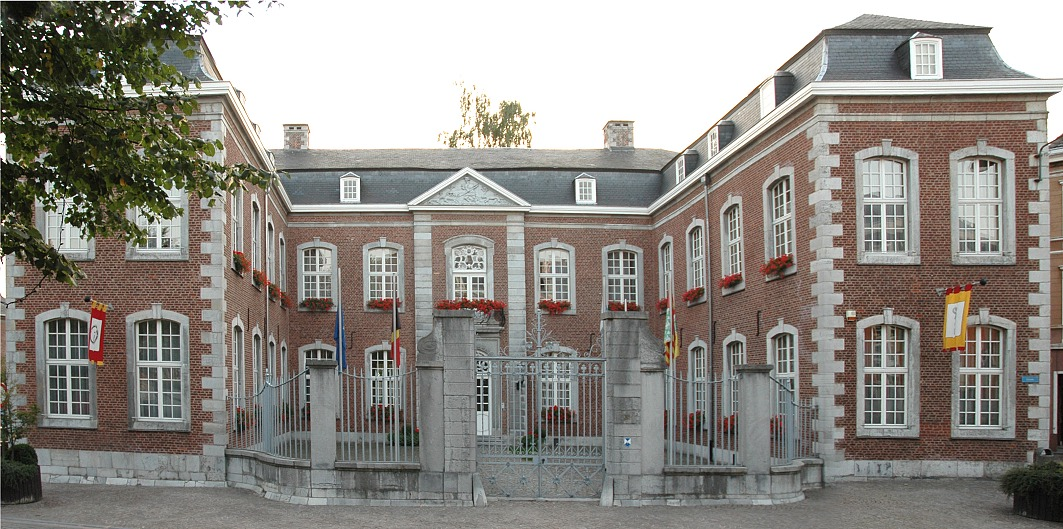
Урядова будівля

## Відомі уродженці та жителі
- Альфред Холлер (1888–1954) — живописець, пейзажист та гравер.